# 异基双盖蕨
异基双盖蕨（学名：Diplazium virescens var. sugimotoi）也称异基短肠蕨，为蹄盖蕨科双盖蕨属下的一个变种。